# Lorsica
Lorsica est une commune italienne de la ville métropolitaine de Gênes, dans la région Ligurie.

## Économie
Traditionnellement, l'économie municipale était basée dans l'Antiquité sur la production textile, en particulier la transformation de la soie et des damas d'arabesques.
Cette activité, principalement exercée par des ouvriers féminins, fut particulièrement active jusqu'au XIXe siècle et les premières informations historiques sur le traitement des tissus remontent au XVe siècle ; les soieries précieuses étaient produites à Lorsica et transportées au port de Gênes une fois les travaux terminés, pour être ensuite exportées en Italie et dans toute l'Europe.
Actuellement, il existe une seule entreprise artisanale qui maintient la tradition en utilisant des métiers à tisser originaux datant du début du XXe siècle.
Dans la région, il y a des carrières pour l'extraction de l'ardoise à Verzi, destinées à l'utilisation de bâtiments et d'éléments d'ameublement, ou artistiques.

## Administration
| Période                                  | Période | Identité | Étiquette | Qualité |
| ---------------------------------------- | ------- | -------- | --------- | ------- |
|                                          |         |          |           |         |
| Les données manquantes sont à compléter. |         |          |           |         |

### Hameaux
Acqua, Barbagelata, Castagnelo, Figarolo, Monteghirfo, Verzi

### Communes limitrophes
Cicagna, Favale di Malvaro, Mocònesi, Montebruno, Neirone, Orero, Rezzoaglio, Torriglia